# Clement Comer Clay
John Gayle (17 de dezembro de 1789 - 7 de setembro de 1866) foi o oitavo governador do estado do Alabama de 1835 a 17 de julho de 1837.